# Betty Bonifassi
Béatrice "Betty" Bonifassi (n. Niza, Francia, 1971) es una cantante montrealense conformante del dúo musical Beast, e intérprete de la canción Belleville Rendez-vous, nominada al Óscar a la mejor canción original el año 2003.
Como cantante, tiene una voz profunda, similar a la de un barítono o bajo, siendo referida muchas veces como "masculina", comparable a Shirley Bassey. Su registro le permite interpretar diversos estilos tales como el jazz, música tradicional, blues, electrónica y trip-hop, ya sea en inglés o francés. 
En 2003 Betty alcanza reconocimiento internacional por cantar el tema central de película francesa de dibujos animados Les triplettes de Belleville. Adicionalmente, ha colaborado con el saxofonista y compositor François D'Amours, ha participado en diversas giras de DJ Champion, y también fue invitada a participar en el álbum titulado High Class Trauma (2006) por Deweare.

## Vida personal
Nacida en Francia, sus padres son de origen yugoslavo (madre) y Nizardo-Italiano (padre); en este contexto, vivió su infancia en un entorno bilingüe, estudiando posteriormente idiomas en la Universidad, asimilando el interés por otras culturas y la música folklórica. Ha sido compositora e intérprete durante dos décadas.
En 1997, conoció a su actual exesposo, el compositor francoparlante de Quebec Benoît Charest, mientras cantaba un cover de Jimi Hendrix en un club de jazz en Montreal; así, a finales de dicho año se muda a Montreal para vivir con Charest, residiendo desde entonces en dicha ciudad.

## Discografía
| Disco                            | Grupo                     | Discográfica          | Año  |
| -------------------------------- | ------------------------- | --------------------- | ---- |
| Chill 'Em All                    | Champion                  | Saboteur              | 2004 |
| Champion Et Ses G-Strings – Live | Champion Et Ses G-Strings | MapleMusic Recordings | 2007 |
| Beast                            | Beast                     | Pheromone Recordings  | 2008 |